# Sawatch Range
Die Sawatch Range [səˈwætʃ] (auch Saguache Range) ist eine Gebirgskette der Rocky Mountains in Zentral-Colorado. 
Der Name stammt aus der Sprache der Ute und bedeutet „blaue Erde“ oder „Wasser an blauer Erde“. Im Spanischen wird die Bezeichnung Saguache verwendet. Die Gebirgskette umfasst 8 der 20 höchsten Gipfel der Rocky Mountains, einschließlich Mount Elbert, mit 4401 m der höchste Berg der Rockies.  
Die Gebirgskette verläuft über eine Länge von 110 km in NW-SO-Richtung zwischen 
39° 37′ 36″ N, 106° 32′ 1″ W im Norden und 
38° 33′ 19″ N, 106° 17′ 32″ W im Süden,
entlang der Kontinentalen Wasserscheide.
Die Ostflanke wird durch den Arkansas River entwässert, während die Westseite die
Flüsse Roaring Fork River, Eagle River und Gunnison River speist.
Die Besteigung der meisten Gipfel ist technisch wenig anspruchsvoll. 
Bedeutende Gipfel der Sawatch Range sind:
- Mount Elbert, 4401 m (die Höhe wird auch mit 4399 m angegeben)
- Mount Massive, 4395 m
- La Plata Peak, 4369 m
- Mount of the Holy Cross, 4271 m

und die  Collegiate Peaks - 
- Mount Columbia, 4291 m
- Mount Harvard, 4395 m
- Mount Princeton, 4329 m
- Mount Yale, 4329 m

Nahegelegene Städte sind Leadville 16 km östlich und Aspen 32 km westlich. 
Der State Highway 82 durchquert die Gebirgskette über den Independence Pass, der nur zwischen Spätfrühjahr und Herbst geöffnet ist.  
Der White River National Forest und die Hunter-Fryingpan Wilderness liegen in der Sawatch Range.